# Paul Cloché
Paul Eugène Charles Louis Cloché (9 de febrero de 1881-15 de noviembre de 1961) fue un profesor e historiador de la antigüedad griega francés.

## Vida
Paul Cloché nació el 9 de febrero de 1881 en Sathonay, Ain, Francia. Hizo sus estudios secundarios en los liceos de Besanzón, Nancy y Louis-le-Grand; entre 1896 y 1897 cursó el bachillerato en Letras; entre 1902 y 1906 fue alumno de la Escuela Normal Superior. En 1903 recibió su Licenciatura en Letras. En 1906 obtuvo una cátedra en Historia y Geografía en el Liceo de Douai y se doctoró en Letras en 1915. Dictó clases de historia en los liceos de Douai, Saint-Quentin, Condorcet, Orléans y en la Facultad de Letras de Besanzón, y fue decano de esta Facultad entre 1922 y 1926. Murió en Besanzón el 15 de noviembre de 1961.

## Reconocimientos[1]
- Officier d'Académie (1922)
- Officier de l'Instruction publique (1934)
- Chevalier de la Légion d'Honneur (1946)
- Premio Zographos de la Association des études grecques (1916)
- Premios de la Académie des Inscriptions et Belles Lettres: Ambatiélos (1935), Bordin (1938), Ambatiélos (1952), Bordin (1953)
- Corresponsal de la Académie des Inscriptions et Belles Lettres (1955)

## Libros
- Étude chronologique sur la troisième guerre sacrée (Paris: E. Leroux, 1915)
- La Restauration démocratique à Athènes en 403 avant J.-C. (Paris: E. Leroux, 1916)
- La politique étrangère d'Athènes (Paris: F. Alcan, 1934)
- La Civilisation athénienne (Paris: A. Colin, 1935)
- Démosthènes et la fin de la démocratie athénienne (Paris: Payot, 1937)
- Le siècle de Périclès (Paris: PUF, 1949) [traducido al español como El siglo de Pericles (Barcelona: Vergara, 1957)]
- La démocratie athénienne (Paris: PUF, 1951)
- Thèbes de Béotie des origines à la conquête romaine (Paris: Desclée de Brower, 1952)
- Alexandre le Grand (Paris: PUF, 1954) [traducido al español como Alejandro Magno (México D. F.: Diana, 1964)]
- Un fondateur d'empire: Philippe II roi de Macédoine (Saint-Etienne: Dumas, 1955)
- Le monde grec aux temps classiques (Paris: Payot, 1958)
- La dislocation d'un empire (Paris: Payot, 1959)
- Histoire de la Macédoine jusqu'à l'avènement d'Alexandre le Grand (Paris: Payot, 1960)
- Isocrate et son temps, póstumo (Paris: Les Belles Lettres, 1963) [traducido al español como Isócrates y su tiempo (Madrid: Punto de vista, 2019)]